# コスモコミック
『コスモコミック』は、かつてサンポウジャーナルが発行していた日本の月2回刊漫画雑誌。

## 概要
1978年9月20日に、「劇画界の本格・豪華誌」として創刊された。編集人は坂崎靖司。表紙イラストは福田隆義が担当しており、毎巻世界の像や建築物の周りをUFOが飛んでいるイラストが描かれている。
赤塚不二夫や石ノ森章太郎など豪華な執筆陣を揃えるも、1978年12月20日の第7号で休刊となった。掲載作品は未完である。

## 掲載作品
- 夢二―ゆめのまたゆめ（上村一夫）
- ニャロメの研究室（赤塚不二夫）
- 芭蕉（石ノ森章太郎）
- たんたん歳時記（勝又進）
- 風漂花（真崎守）
- マッドネス（小室孝太郎）
- 氷河民族（作画：江波じょうじ＋南波健二 / 作：山田正紀）
- KΛEOΣ アレクサンダー大王物語（さいとう・たかを）
- 現代流行妖語解説（長谷邦夫）
- ローリエの啼声（石原俊）
- 有事（長谷邦夫）
- 日本文ギャグ史（高信太郎）
- ラ・ボェーム（永島慎二）